# サヨナラ (彩冷えるの曲)
「サヨナラ」は、2009年12月6日に発売された彩冷える -ayabie-の通算18枚目のシングルである。発売元は徳間ジャパンコミュニケーションズ。

## 解説
- 初回生産限定盤Aは表題曲「サヨナラ」のPV とPVのメイキング映像が収録され。初回生産限定盤Bは「ayabie live tour「colorful rock party」ツアー舞台裏」の映像が収録されたDVDがそれぞれ付いてくる。

## 収録曲

### 初回生産限定盤
1. サヨナラ [4:11]
2. birthday song [4:32]
3. サヨナラ (Original Karaoke) [4:11]
4. birthday song (Original Karaoke) [4:32]

### 通常盤
1. サヨナラ
2. birthday song
3. 淡雪 [4:16]